# فهرست کشورهای اروپا بر پایه مساحت
کشورهای اروپا را می‌توان بر اساس منطقه جغرافیایی آنها مرتب کرد. به عنوان یک قاره، کل مساحت جغرافیایی اروپا حدود ۱۰٫۱۸ میلیون کیلومتر مربع است. کشورهای فراقاره‌ای تنها با توجه به اندازهٔ بخش اروپایی آن‌ها در این فهرست رتبه‌بندی شده‌اند. ۱۴ کشوری که با ستاره (*) مشخص شده‌اند، فرا قاره ای هستند.

## جدول
کشورهای اروپایی بر پایه مساحت
| ردیف  | کشور              | مساحت          | مساحت       | توضیحات |
| ردیف  | کشور              | (کیلومتر مربع) | (مایل مربع) | توضیحات |
| ----- | ----------------- | -------------- | ----------- | --- |
| ۱     | روسیه*            | ۳٬۹۶۸٬۲۰۰      | ۱٬۵۳۲٬۱۰۰   | ۱۷٬۰۷۱٬۲۴۲ کیلومتر مربع (۶٬۵۹۱٬۲۴۳ مایل مربع) شامل (سیبری).                                                                  |
| ۲     | اوکراین           | ۶۰۳٬۶۲۸        | ۲۳۳٬۰۶۲     | شامل شبه‌جزیره کریمه و دونباس.                                                                                                |
| ۳     | فرانسه*           | ۵۵۱٬۶۹۵        | ۲۱۳٬۰۱۱     | ۶۷۲٬۰۵۱ کیلومتر مربع (۲۵۹٬۴۸۰ مایل مربع) (n°۲) همراه با ناحیه‌های فرادریایی و قلمروهای فرادریایی.                             |
| ۴     | اسپانیا*          | ۴۹۸٬۵۱۱        | ۱۹۲٬۴۷۶     | ۵۰۵٬۹۹۰ کیلومتر مربع (۱۹۵٬۳۶۰ مایل مربع) شامل جزایر قناری، سبته و ملیلیه.                                                    |
| ۵     | سوئد              | ۴۴۷٬۴۲۵        | ۱۷۲٬۷۵۲     | |
| ۶     | نروژ*             | ۳۸۵٬۱۷۸        | ۱۴۸٬۷۱۸     | شامل سوالبار و یان ماین. |
| ۷     | آلمان             | ۳۵۷٬۳۸۶        | ۱۳۷٬۹۸۸     | |
| ۸     | فنلاند            | ۳۳۸٬۱۴۵        | ۱۳۰٬۵۵۹     | |
| ۹     | لهستان            | ۳۱۲٬۶۸۵        | ۱۲۰٬۷۲۸     | |
| ۱۰    | ایتالیا*          | ۳۰۱٬۳۱۸        | ۱۱۶٬۳۴۰     | ۳۰۱٬۳۳۸ کیلومتر مربع (۱۱۶٬۳۴۷ مایل مربع) شامل جزایر آفریقایی لامپدوسا و Lampione.                                            |
| ۱۱    | بریتانیا*         | ۲۴۲٬۴۹۵        | ۹۳٬۶۲۸      | بدون سرزمین‌های فرادریایی بریتانیا یا جزیره‌های وابسته به تاج‌وتخت بریتانیا.                                                    |
| ۱۲    | رومانی            | ۲۳۸٬۳۹۷        | ۹۲٬۰۴۶      | |
| ۱۳    | بلاروس            | ۲۰۷٬۶۰۰        | ۸۰٬۲۰۰      | |
| ۱۴    | قزاقستان*         | ۱۴۸٬۰۰۰        | ۵۷٬۰۰۰      | منطقهٔ غرب رود اورال اروپایی محسوب می‌شود. ۲٬۷۲۴٬۹۰۲ کیلومتر مربع (۱٬۰۵۲٬۰۹۱ مایل مربع) شامل قلمروی آسیایی.                    |
| ۱۵    | یونان*            | ۱۳۱٬۹۴۰        | ۵۰٬۹۴۰      | شامل سرزمین اصلی و جزایر. ۱۱۰٬۴۹۶ کیلومتر مربع (۴۲٬۶۶۳ مایل مربع) سرزمین اصلی و ۲۱٬۴۶۱ کیلومتر مربع (۸٬۲۸۶ مایل مربع) جزایر. |
| ۱۶    | بلغارستان         | ۱۱۰٬۹۹۴        | ۴۲٬۸۵۵      | |
| ۱۷    | ایسلند            | ۱۰۲٬۷۷۵        | ۳۹٬۶۸۲      | |
| ۱۸    | مجارستان          | ۹۳٬۰۳۰         | ۳۵٬۹۲۰      | |
| ۱۹    | پرتغال*           | ۸۸٬۴۱۶         | ۳۴٬۱۳۸      | ۹۱٬۵۶۸ کیلومتر مربع (۳۵٬۳۵۵ مایل مربع) شامل آزور و مادیرا.                                                                   |
| ۲۰    | صربستان           | ۸۸٬۳۶۱         | ۳۴٬۱۱۶      | شامل استان خودمختار کوزوو و متوهیا.                                                                                          |
| ۲۱    | اتریش             | ۸۳٬۸۵۸         | ۳۲٬۳۷۸      | |
| ۲۲    | جمهوری چک         | ۷۸٬۸۶۶         | ۳۰٬۴۵۰      | |
| ۲۳    | جمهوری ایرلند     | ۷۰٬۲۷۳         | ۲۷٬۱۳۳      | |
| ۲۴    | لیتوانی           | ۶۵٬۳۰۰         | ۲۵٬۲۰۰      | |
| ۲۵    | لتونی             | ۶۴٬۵۸۹         | ۲۴٬۹۳۸      | |
| ۲۶    | کرواسی            | ۵۶٬۵۹۴         | ۲۱٬۸۵۱      | |
| ۲۷    | بوسنی و هرزگوین   | ۵۱٬۱۲۹         | ۱۹٬۷۴۱      | |
| ۲۸    | اسلواکی           | ۴۹٬۰۳۶         | ۱۸٬۹۳۳      | |
| ۲۹    | استونی            | ۴۵٬۳۳۹         | ۱۷٬۵۰۵      | |
| ۳۰    | دانمارک*          | ۴۴٬۴۹۳         | ۱۷٬۱۷۹      | شامل جزایر فارو. ۲٬۲۱۰٬۵۷۹ کیلومتر مربع (۸۵۳٬۵۰۹ مایل مربع) همراه با گرینلند.                                                |
| ۳۱    | سوئیس             | ۴۱٬۲۹۰         | ۱۵٬۹۴۰      | |
| ۳۲    | هلند*             | ۴۱٬۱۹۸         | ۱۵٬۹۰۷      | بدون جزایر کارائیب هلند، آروبا، کوراسائو و سینت مارتن. ۴۲٬۵۳۱ کیلومتر مربع (۱۶٬۴۲۱ مایل مربع) در صورت محاسبهٔ پادشاهی هلند.   |
| ۳۳    | مولدووا           | ۳۳٬۸۴۶         | ۱۳٬۰۶۸      | |
| ۳۴    | بلژیک             | ۳۰٬۵۱۰         | ۱۱٬۷۸۰      | |
| ۳۵    | آلبانی            | ۲۸٬۷۴۸         | ۱۱٬۱۰۰      | |
| ۳۶    | مقدونیه شمالی     | ۲۵٬۷۱۳         | ۹٬۹۲۸       | |
| ۳۷    | ترکیه*            | ۲۳٬۷۶۴         | ۹٬۱۷۵       | ۷۸۳٬۵۶۲ کیلومتر مربع (۳۰۲٬۵۳۵ مایل مربع) همراه با قلمروی آسیایی.                                                             |
| ۳۸    | اسلوونی           | ۲۰٬۲۷۳         | ۷٬۸۲۷       | |
| ۳۹    | مونته‌نگرو         | ۱۳٬۸۱۲         | ۵٬۳۳۳       | |
| ۴۰    | جمهوری آذربایجان* | ۶٬۹۶۰          | ۲٬۶۹۰       | ۸۶٬۶۰۰ کیلومتر مربع (۳۳٬۴۰۰ مایل مربع) همراه با قلمروی آسیایی.                                                               |
| ۴۱    | گرجستان*          | ۲٬۶۴۲          | ۱٬۰۲۰       | ۶۹٬۷۰۰ کیلومتر مربع (۲۶٬۹۰۰ مایل مربع) همراه با قلمروی آسیایی.                                                               |
| ۴۲    | لوکزامبورگ        | ۲٬۵۸۶          | ۹۹۸         | |
| ۴۳    | آندورا            | ۴۶۸            | ۱۸۱         | |
| ۴۴    | مالت              | ۳۱۶            | ۱۲۲         | |
| ۴۵    | لیختن‌اشتاین       | ۱۶۰            | ۶۲          | |
| ۴۶    | سان مارینو        | ۶۱             | ۲۴          | |
| ۴۷    | موناکو            | ۲              | ۰٫۷۷        | |
| ۴۸    | واتیکان           | ۰٫۴۹           | ۰٫۱۹        | |
| ۴۹    | قبرس              | ۰              | ۰           | |
| ۵۰    | ارمنستان          | ۰              | ۰           | ۲۹٬۷۴۳ کیلومتر مربع (۱۱٬۴۸۴ مایل مربع) همراه با قلمروی آسیایی.                                                               |
| مجموع | مجموع             | ۹٬۷۲۵٬۳۶۷      | ۳٬۷۵۴٬۹۸۵   | |